# Anton von Etzel
Anton von Etzel, född 1821, död 1870, var en tysk geograf; son till Franz August O'Etzel.
Etzel gjorde flera resor i Orienten, Italien och Skandinavien. Utöver nedanstående skrifter översatte han danska, svenska och andra geografiska arbeten till tyska, däribland Nils Johan Anderssons "En werldsomsegling, skildrad i bref" ("Erdumsegelung der königliche schwedische Fregatte Eugenie", 1856).